# John Layfield
John Charles Layfield, pseud. JBL (ur. 29 listopada 1966 w Sweetwater) – amerykański wrestler występujący w World Wrestling Entertainment. Karierę zakończył na Wrestlemanii XXV. Był zawodnikiem typu heel. Do WWE wrócił 7.03.2011 jako trener Michaela Cole'a przed Wrestlemanią 27. Do niego należy rekord w utrzymaniu pasa WWE na SmackDown!.

## Osiągnięcia
- WWE Championship
- WWE Hardcore Championship
- WWE Intercontinental Championship
- WWE United States Championship
- WWF European Championship
- WWF Tag Team Championship